# Mesoligia
Mesoligia är ett släkte av fjärilar som beskrevs av Charles Boursin 1965. Mesoligia ingår i familjen nattflyn.

## Dottertaxa tillMesoligia, i alfabetisk ordning[1][2]
- Mesoligia aethalodes
- Mesoligia albicans
- Mesoligia albimacula
- Mesoligia antithesis
- Mesoligia bicoloria
- Mesoligia brunnea-reticulata
- Mesoligia centrifasciata
- Mesoligia cinerascens
- Mesoligia constricta
- Mesoligia erratricula
- Mesoligia furuncula
- Mesoligia humeralis
- Mesoligia insulicola
- Mesoligia juncta
- Mesoligia latistriata
- Mesoligia lineata
- Mesoligia literosa, förs numera till släktet Litoligia
  - Mesoligia literosa kutchilou
- Mesoligia longistriata
- Mesoligia miniscula
- Mesoligia minor
- Mesoligia modesta
- Mesoligia nigrescens
- Mesoligia nigrobrunnea
- Mesoligia obscura
- Mesoligia onychina
- Mesoligia pallida
- Mesoligia pallidior
- Mesoligia prolai
- Mesoligia pseudonychina
- Mesoligia pseudonychinastriata
- Mesoligia pulmonariae
- Mesoligia reisseri
- Mesoligia rufa-reticulata
- Mesoligia rufuncula
- Mesoligia semicretacea
- Mesoligia subarcta
- Mesoligia subrosea
- Mesoligia suffuruncula
- Mesoligia terminalis
- Mesoligia unicolor
- Mesoligia vinctuncula

## Bildgalleri

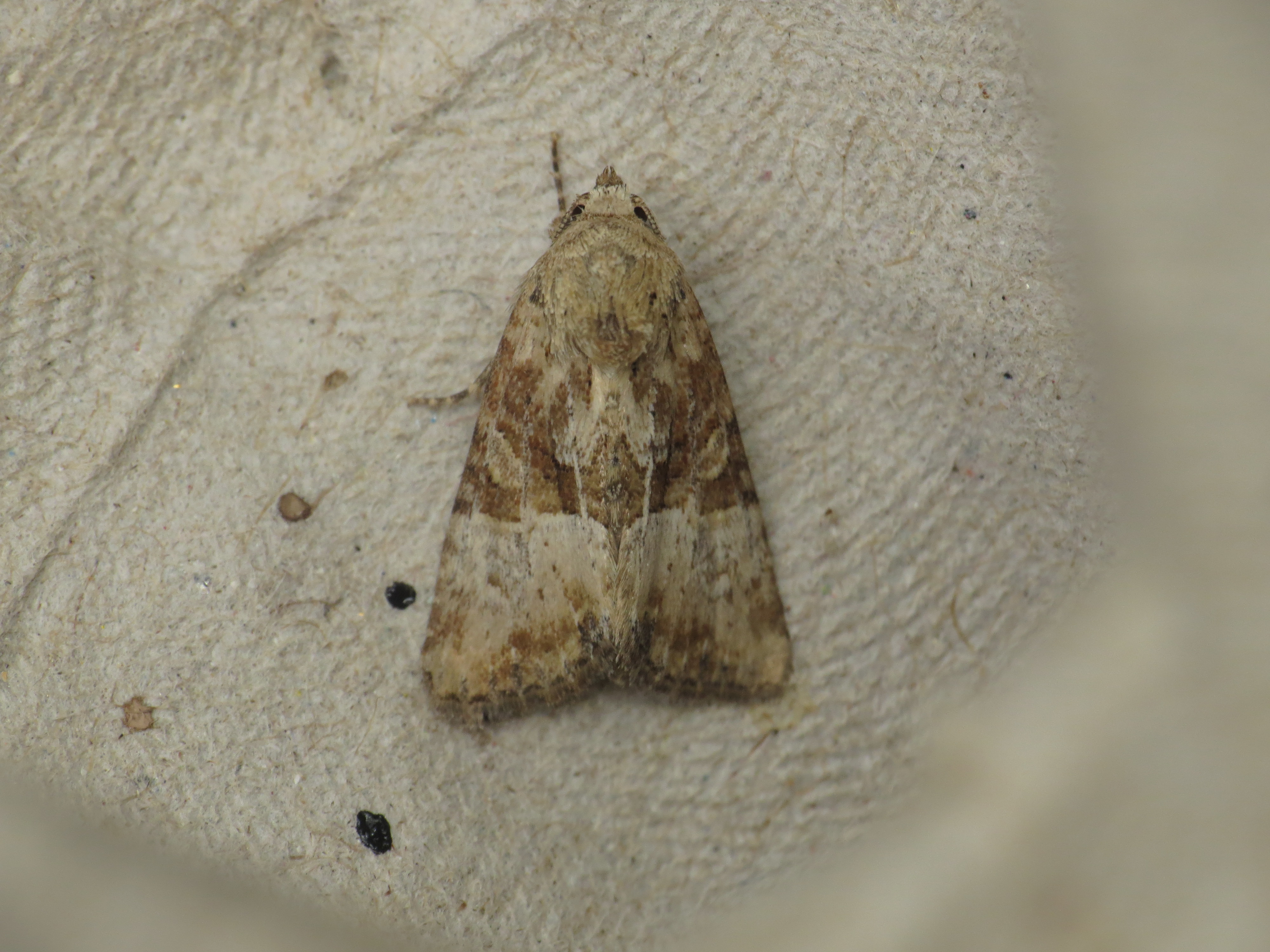
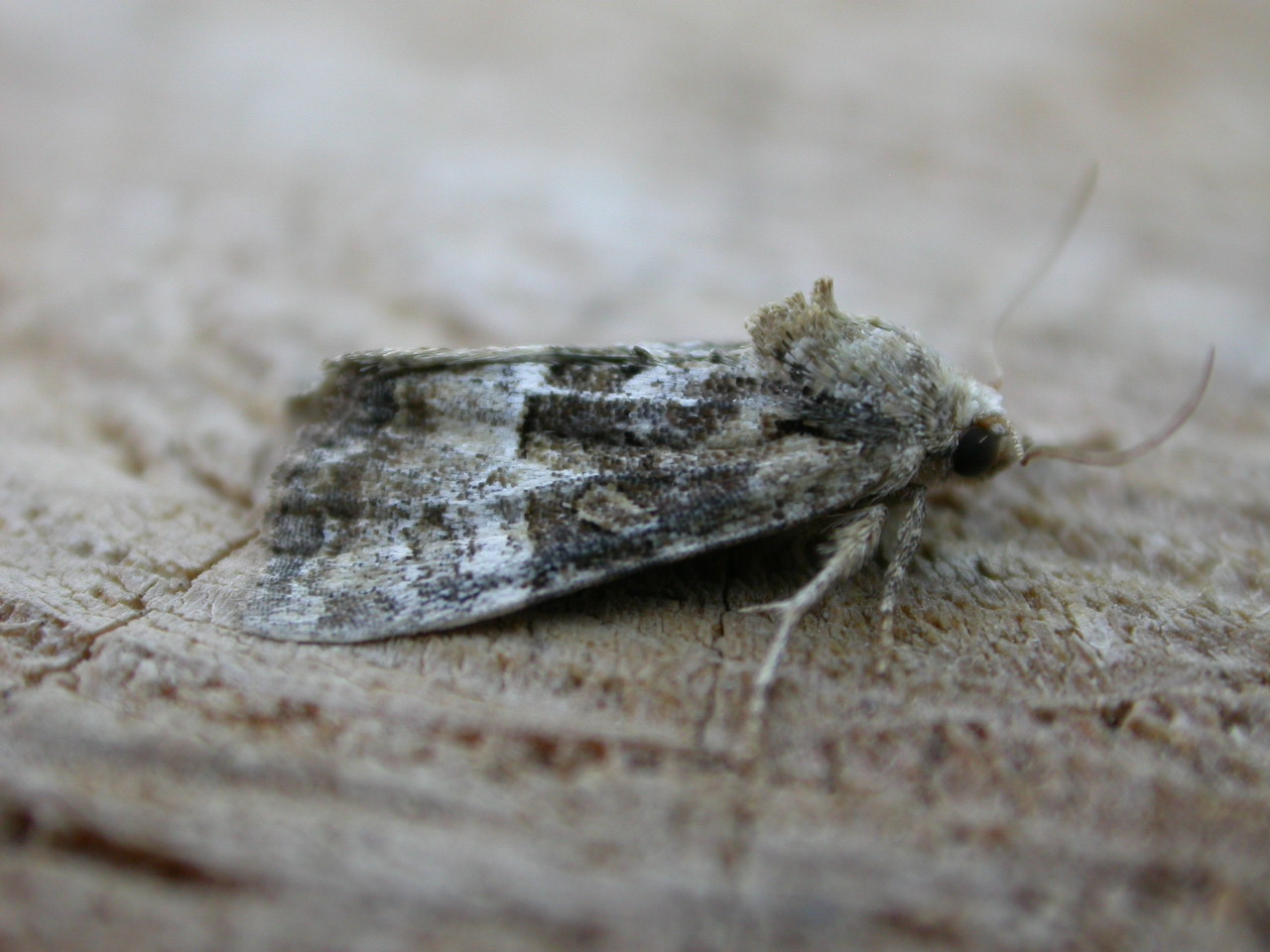
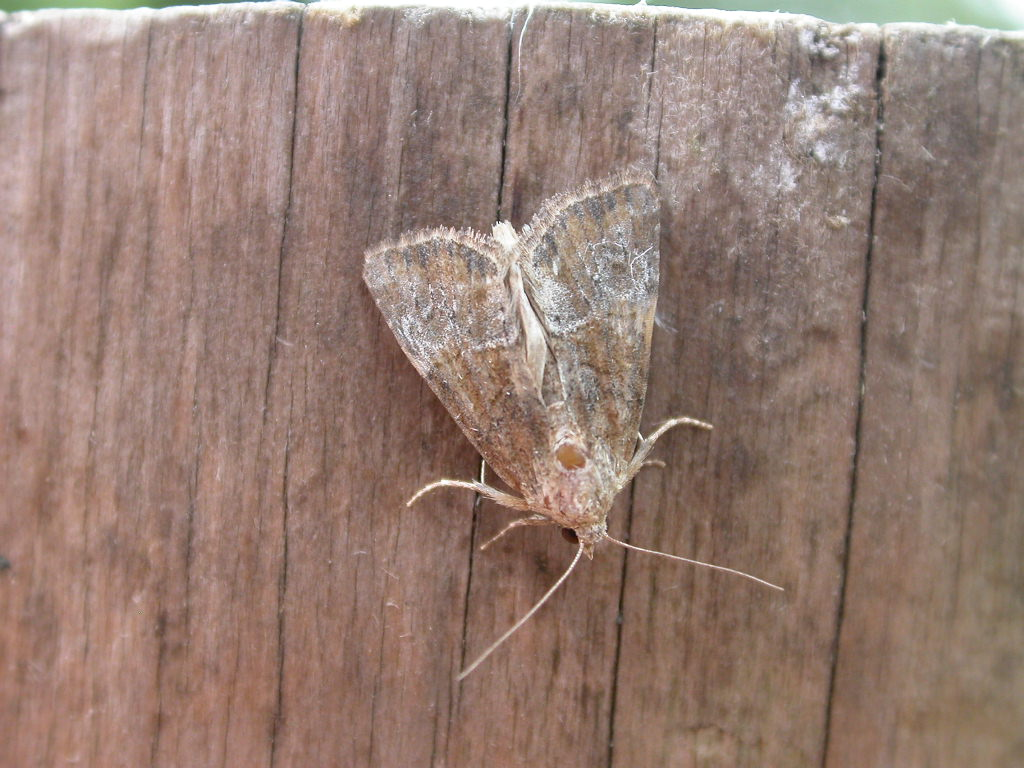
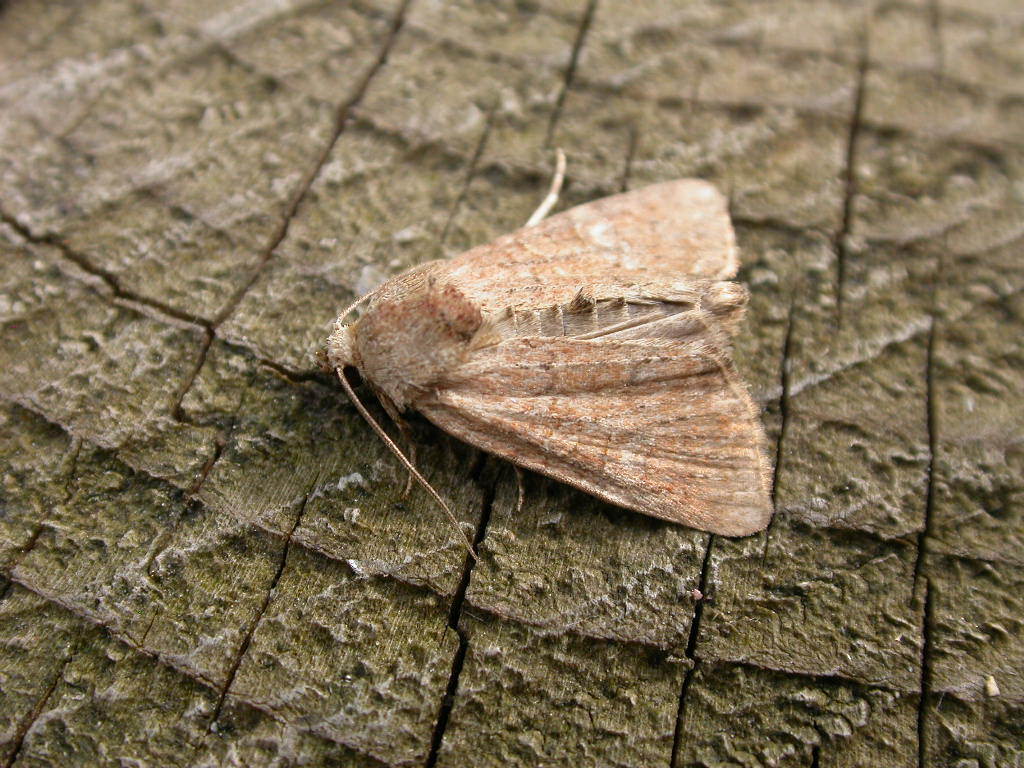
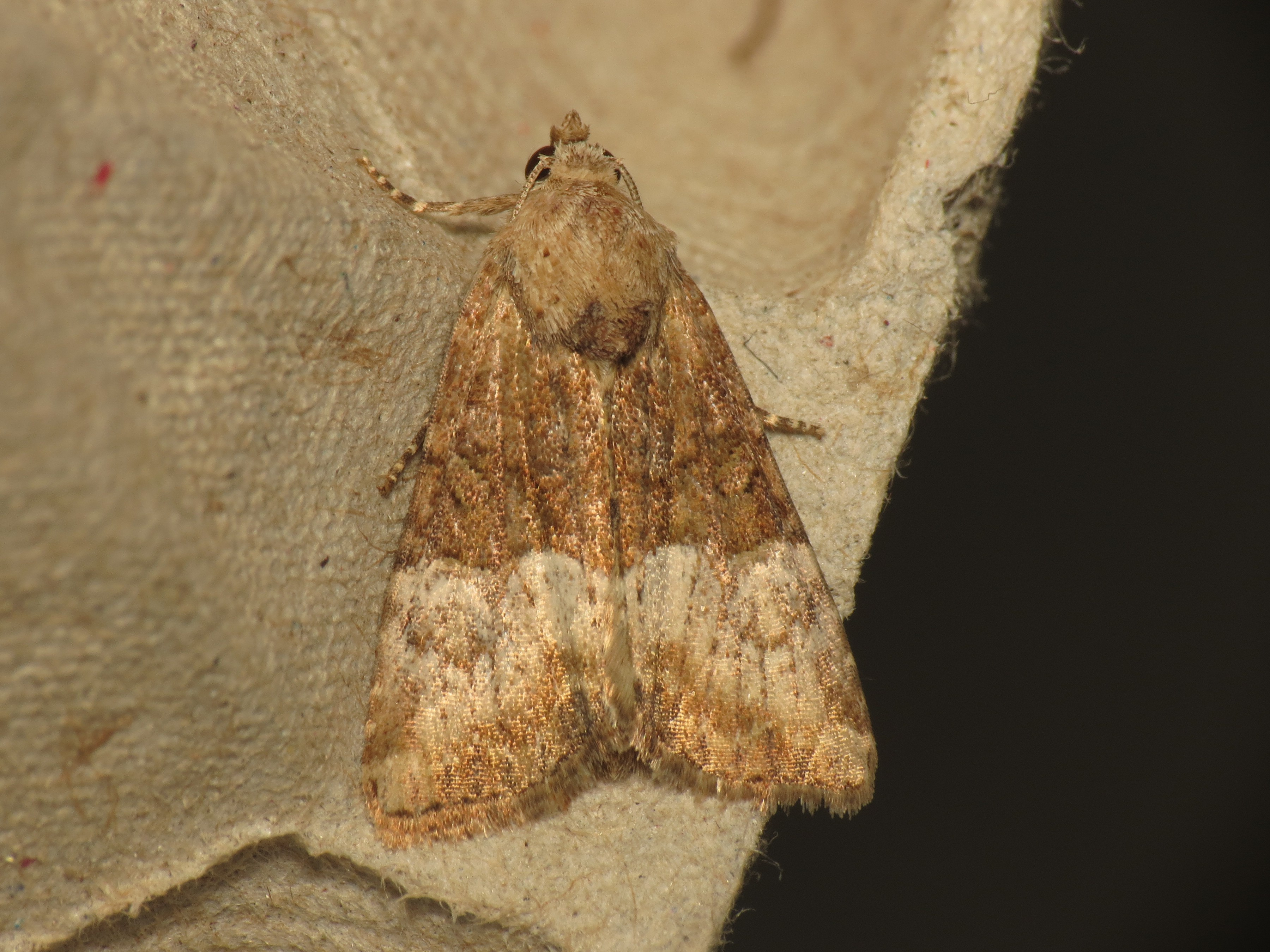
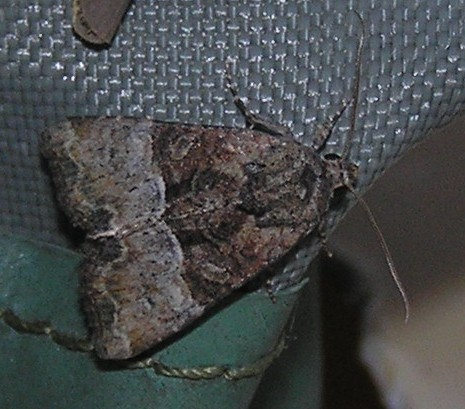